# Negele Knight
Negele Oscar Knight (Detroit, 6 marzo 1967) è un ex cestista statunitense, professionista nella NBA.

## Carriera
È stato selezionato dai Phoenix Suns al secondo giro del Draft NBA 1990 (31ª scelta assoluta).